# Albert F. Hegenberger
Albert F. Hegenberger, né le 30 septembre 1895 à Boston et mort le 31 août 1983 à Goldenrod, est un major général de l'United States Air Force et un pionnier de l'aviation. Il a établi un record de distance de vol avec Lester J. Maitland, réalisant le premier vol transpacifique vers Hawaï en 1927 en tant que navigateur du Bird of Paradise (en). Il est un ingénieur aéronautique de renom, qui a reçu le trophée Mackay (en) (1927) et le trophée Collier (1934) pour ses exploits.

## Biographie

### Jeunesse et Première Guerre mondiale
Albert Francis Hegenberger nait à Boston le 30 septembre 1895. Il entre au Massachusetts Institute of Technology (MIT) en 1913 pour suivre un cursus en ingénierie civile. Lorsque les États-Unis entre en guerre dans le cadre de la Première Guerre mondiale, il s'engage le 14 septembre 1917 dans l'Aviation Section, U.S. Signal Corps (en) en tant que private first class (cadet de l'air),. Il termine sa formation au sol à l'école aéronautique militaire du M.I.T. en décembre 1917, et se rend à Ellington Field au Texas, où il obtient le titre de Reserve Military Aviator (aviateur militaire de réserve). Il est nommé sous-lieutenant dans le Signal Officer Reserve Corps le 6 avril 1918. Il est envoyé au pool des pilotes du Aviation Concentration Center du Camp John Dick situé à Dallas. Il est ensuite affecté successivement à la School of Aerial Observers reliée à base aérienne Post Field (en) de Fort Sill puis à la School of Aerial Gunnery reliée à la base aérienne Taliaferro Field (en). Il y obtient son diplôme de pilote le 5 juillet 1918, et en octobre 1918, il retourne au M.I.T. pour suivre un cours de quatre mois en génie aéronautique.

### Air Service and Air Corps
À la fin de sa formation technique en février 1919, Albert Francis Hegenberger devient chef de l'Instrument Branch de la base aérienne McCook Field située à Dayton,. Il est nommé first lieutenant (Air Service) dans l'armée régulière le 1er juillet 1920, et sert ensuite comme ingénieur adjoint de l'Equipment Section, Air Service Engineering Division (section équipement, division du génie du service aérien). Il est transféré en octobre 1923 au 72nd Bombardment Squadron (en) à la base aérienne Luke Field à Hawaï, et sert ensuite comme officier des opérations du 5th Group (Composite) (en). En mars 1925, il est transféré au 23rd Bombardment Squadron (en).
De retour aux États-Unis et à McCook Field en octobre 1926, il devient chef de l'Equipment Branch, Materiel Division de l'Army Air Corps. En juillet 1927, il est nommé chef de l'Instrument and Navigation Unit dans les nouvelles installations de la Materiel Division à la base aérienne de Wright Field près de Dayton.
Alors qu'il est stationné à McCook, il planifie le premier vol transpacifique vers Hawaï, puis, en utilisant son plan de vol, pilote le Bird of Paradise (en) vers Hawaii avec le lieutenant Lester J. Maitland les 28 et 29 juin 1927, ce qui leur vaut le trophée Mackay (en),. Reprenant son travail à Wright Field, Albert Hegenberger met au point le premier système d'atterrissage en vol sans visibilité, et le 9 mai 1932, il effectue le premier vol complet en solitaire sans visibilité, du décollage à l'atterrissage, ce qui lui vaut de recevoir le trophée Collier de 1934 le 22 juillet 1935 des mains du président Franklin D. Roosevelt,,.
Il rejoint le 30th Bombardment Squadron (en) à la base aérienne Rockwell Field (en) situé à San Diego, en août 1935, et est nommé commandant d'escadron en octobre. Il est ensuite transféré avec cette unité à la base aérienne March Field en Californie, où il sert jusqu'en août 1937. Il étudie à l'Air Corps Tactical School à la base aérienne Maxwell Field en Alabama, de septembre 1938 à juin 1939. Il part ensuite pour Fort Leavenworth, au Kansas, où il termine sa formation au Command and General Staff College en juin 1939.
Il est affecté à la base aérienne Hickam Field à Hawaï en tant qu'officier des opérations du 5th Bombardment Group (en) en juillet 1939, et en février suivant, il devient officier des opérations de la 18th Wing (en) à Hickam Field. Il déménage à Fort Shafter (en) à Hawaï en novembre 1940 pour devenir chef d'état-major adjoint pour les opérations de l'armée de l'air hawaïenne, et en avril 1941, il est nommé commandant du 11th Bombardment Group (en) à Hickam Field.

### Seconde Guerre mondiale
Albert Hegenberger commence la Seconde Guerre mondiale en commandant le 18th Wing (en) à Hickam Field, et en janvier, il devient chef d'état-major du VII Bomber Command (en). D'août à octobre 1942, il est chef d'état-major adjoint pour les opérations de la Second Air Force (en), et commandant de son II Bomber Command (en) à Fort George Wright (en) à Washington,. En octobre 1942, il met sur pied le 21st Bombardment Wing (en), une organisation transitoire pour les équipages de bombardiers lourds en partance pour l'étranger, à la base aérienne militaire de Smoky Hill (en) à Salina, et la commande jusqu'en janvier 1944. En mai 1943, il transfère l'escadre à la base aérienne militaire de Topeka (en) au Kansas. En janvier 1944, il est réaffecté au quartier général de la Second Air Force, maintenant basée à Colorado Springs, en tant que chef d'état-major. En janvier 1945, il est nommé chef d'état-major de la Fourteenth Air Force sur le théâtre d'opérations en Chine, et en août, il devient commandant de la Tenth Air Force sur le même théâtre,.

### Après-guerre et service dans l'USAF
De retour aux États-Unis en décembre 1945, il est affecté au quartier général de l'Army Air Forces pour travailler avec le comité de sélection des officiers. En juillet 1946, il se rend au quartier général du Pacific Air Command (PACUSA) à Tokyo et deux mois plus tard, devient commandant général de la 1st Air Division (en) à Okinawa.
Il retourne aux États-Unis et au Pentagone en décembre 1947, avec une affectation au bureau du Deputy Chief of Staff-Materiel (quartier général de l'United States Air Force), pour travailler au sein du Special Weapons Group en tant qu'assistant du Major Gen. William E. Kepner, Deputy Chief for Atomic Energy. Le 1er juillet 1948, une réorganisation fait passer l'organisation au bureau du Deputy Chief of Staff-Operations, et Albert Hegenberger succède à Kepner comme chef du Special Weapons Group. En août 1948, sous l'autorité de l'Assistant For Atomic Energy, son poste est rebaptisé Chief, 1009th Special Weapons Squadron,.

### Fin de vie
Albert Hegenberger prend sa retraite le 31 août 1949. En 1958, l'organisation professionnelle IEEE Aerospace and Electronic Systems Society (en) lui décerne le Pioneer Award (en) (prix annuel du pionnier) pour sa démonstration de la capacité des radiobalises à quatre parcours comme aide à la navigation. En 1976, il est intronisé au National Aviation Hall of Fame. Il décède d'une pneumonie à Goldenrod, en Floride, le 31 août 1983,.

## Prix et décorations
SOURCE : Données biographiques sur les officiers généraux de l'armée de l'air, 1917-1952, Volume 1 - A à L
- Command Pilot
- Army Distinguished Service Medal
- Legion of Merit
- Distinguished Flying Cross avec Feuille de chêne
- World War I Victory Medal
- American Defense Service Medal
- American Campaign Medal
- Asiatic-Pacific Campaign Medal avec étoile de campagne
- World War II Victory Medal
- Ordre du Nuage et de la Bannière (République de Chine)
- Ordre de la Couronne d'Italie (Grand Officier)
- Observer Badge et Technical Observer

Albert  Hegenberger a également reçu le trophée Mackay (en) en 1927, le trophée Collier en 1934 et est membre de l'Institute of Aeronautical Engineers.
Dates de promotion :
- Private first class, Signal Enlisted Reserve Corps, 14 septembre 1917
- Second lieutenant, Signal Officers Reserve Corps; 6 avril 1918
- First lieutenant, Air Service; 1er juillet 1920
- Captain, Air Corps; 3 janvier 1932
- Major (temporaire), 2 octobre 1935
- Major, Air Corps; 15 août 1939
- Lieutenant colonel (temporaire), 30 décembre 1940
- Lieutenant colonel, Air Corps;  18 décembre 1941
- Colonel (temporaire), 5 janvier 1942
- Colonel, Army of the United States, 8 juin 1942
- Brigadier general (temporaire), 18 septembre 1943
- Major general (temporaire), 7 septembre 1945
- Brigadier general (permanent), 19 février 1948

## Héritage
Hegenberger Road et Hegenberger Expressway à Oakland, en Californie, près de l'aéroport international d'Oakland, portent son nom.